# Риццо, Линда Джо
Линда Джо Риццо (англ. Linda Jo Rizzo, р. в Нью-Йорке 1 апреля 1955 года) — американская-немецкая итало-диско певица, композитор, продюсер и пианистка итальянского происхождения. В настоящее время живёт в Германии. В Нью-Йорке, США Линда была фотомоделью и изучала кулинарные науки. Там она встретилась с Бобби Орландо и была участницей его группы The Flirts в 1983 — 1984 годах. В 1984 году Линда переехала в Германию и начала там собственную музыкальную карьеру.
Линда была владельцем итальянского музыкального ресторана в Мюнхене, называвшегося Piazza Linda, который был продан в августе 2008 года. Среди фанатов её называют Королевой Italo Disco.

## Биография
Выросла в родном городе. Её бабушки и дедушки с обеих сторон были сицилийцами.

### Модельная карьера
С 18 лет работала в Нью-Йорке фотомоделью, первые три года была моделью для рекламы в печатных СМИ и в телерекламе, снимаясь в Милане для женского журнала Amica, для модельера Лауры Бьяджотти и других заказчиков. Затем два года работала в Лиссабоне для Mulher de Hoje, Schweppes и других компаний.

### Музыкальная карьера
В Милане Риццо выступала в качестве бэк-вокалистки для Адриано Челентано и получила первый опыт работе на музыкальной сцене. В возрасте 23 лет она вернулась в Нью-Йорк для учёбы в колледже. В 25-летнем возрасте на одном из обедов с музыкальными продюсерами встретилась с Бобби Орландо, который, зная её по модельному бизнесу в Милане обратил на неё внимание. Орландо сразу же нанял Риццо в качестве певицы для своего музыкального коллектива The Flirts, с которым она записала альбом «Born to Flirt» (1983) со своим исполнением и впервые отправилась в европейское турне 1984—1985 годов. Записанный с The Flirts её сингл «Passion» в начале 1983 года в ряде европейских стран занял высокие места в чартах и вошёл в Top 100 в Германии и Швейцарии.
По её собственному признанию, она не может вспомнить, какие именно песни пели в студии в Орландо: одни из них были для The Flirts, а другие использовались для различных проектов.

## Дискография

### Синглы
- 1985: "Fly Me High / «Welcome To Cairo»
- 1986: «You’re My First You’re My Last» / «I’ve Got The Night»
- 1986: «Heartflash (Tonight)» / «Just One World»
- 1987: «Perfect Love» / «No Lies»
- 1988: «Passion» / «Hey Joe»
- 1989: «Keep Trying» / «Listen To The D.J.»
- 1991: «Quando Quando»
- 1993: «Passion» / «Just The Way You Like It»
- 1994: «Meet The Flinstones» Stone - Age feat. Linda Jo Rizzo
- 2012: «Heartflash, Passion & You’re My First, You’re My Last 2012»
- 2013: «Day Of The Light»
- 2013: «Out Of The Shadows» TQ & Linda Jo Rizzo
- 2014: "Stronger Together" Linda Jo Rizzo feat. Fancy
- 2015: "Life Is A Story" Linda Jo Rizzo & TQ
- 2017: "I Want You Tonight" Linda Jo Rizzo & Tom Hooker
- 2019: "Policeman" Linda Jo Rizzo
- 2019: "A Different Kind Of Magic" Linda Jo Rizzo & Ken Laszlo
- 2020: "Dance In The Moonlight" Linda Jo Rizzo
- 2020: "Just Stay" Linda Jo Rizzo
- 2020: "Helpless" Linda Jo Rizzo & Marc Reason
- 2020: "You're My First, You're My Last" Linda Jo Rizzo & DJ Tommy M
- 2020: "The Mass Is Full" Linda Jo Rizzo
- 2020: "Hope From Above" Linda Jo Rizzo
- 2021: "Play Me A Song (Mr. DJ)" Linda Jo Rizzo & Victor Ark
- 2021: "On And On" Linda Jo Rizzo
- 2021: "Perfect Love (ZYX Edit Remastered 2021)" Linda Jo Rizzo
- 2022: "Come Into My Life (Let the Worries Go)" Linda Jo Rizzo
- 2022: "Fotonovela" Linda Jo Rizzo
- 2022: "You're My First, You're My Last (Remastered 2022)" Linda Jo Rizzo
- 2022: "Heartflash (Tonight) (ZYX Edit Remastered 2022)" Linda Jo Rizzo
- 2023: "Once Before I Go" Linda Jo Rizzo
- 2023: "Forever (Radio Edit)" Linda Jo Rizzo
- 2023: "Passion (Acoustic Version)" Linda Jo Rizzo
- 2023: "Christmas Time Is Here" Linda Jo Rizzo
- 2023: "Let It Snow" Linda Jo Rizzo & 80s80s AllStars

### Альбомы
- Passion (1989) [Bootleg]
- Best Of Linda Jo Rizzo (1999)
- Day Of The Light (2012)
- P.A.S.S.I.O.N. (2013) The Flirts Hits featuring Linda Jo Rizzo
- The Flirts Feat. Linda Jo Rizzo - Passion Of Disco (The Remix Album) (2014)
- Fly Me High The Album (2015)
- Linda Jo Rizzo – Day Of The Light "80's Reloaded"(2017)
- Magic Moments - My 35th Anniversary (Singles Collection) (2020)
- Forever (2023)
- Shades of Blue (EP 2023)
- Long Rocky Road (2025)

## Фильмография
- 2007: «AstroEuros» (как актриса и композитор; сценарист — Jürgen G. H. Hoppmann)